# Elezioni presidenziali in Croazia del 2009-10
Le elezioni presidenziali in Croazia del 2009-2010 si tennero il 27 dicembre (primo turno) e il 10 gennaio 2010 (secondo turno); videro la vittoria di Ivo Josipović, sostenuto dal Partito Socialdemocratico di Croazia.

## Risultati
| Candidati          | Partiti                                       | I turno   | I turno | II turno  | II turno |
| Candidati          | Partiti                                       | Voti      | %       | Voti      | %        |
| ------------------ | --------------------------------------------- | --------- | ------- | --------- | -------- |
| Ivo Josipović      | Partito Socialdemocratico di Croazia          | 640 594   | 32,78   | 1 339 385 | 60,26    |
| Milan Bandić       | Indipendente                                  | 293 068   | 14,99   | 883 222   | 39,74    |
| Andrija Hebrang    | Unione Democratica Croata                     | 237 998   | 12,18   |           |          |
| Nadan Vidošević    | Indipendente                                  | 223 892   | 11,46   |           |          |
| Vesna Pusić        | Partito Popolare Croato - Liberal Democratici | 143 190   | 7,33    |           |          |
| Dragan Primorac    | Indipendente                                  | 117 154   | 5,99    |           |          |
| Miroslav Tuđman    | Indipendente                                  | 80 784    | 4,13    |           |          |
| Damir Kajin        | Dieta Democratica Istriana                    | 76 411    | 3,91    |           |          |
| Josip Jurčević     | Indipendente                                  | 54 177    | 2,77    |           |          |
| Boris Mikšić       | Indipendente                                  | 41 191    | 2,11    |           |          |
| Vesna Škare-Ožbolt | Indipendente                                  | 37 373    | 1,91    |           |          |
| Slavko Vukšić      | Indipendente                                  | 8 309     | 0,43    |           |          |
| Totale             | Totale                                        | 1 954 441 | 100     | 2 222 607 | 100      |